# Bedřich Frida
Bedřich Frida, psáno také Frída, (1. července 1855 Slaný – 15. října 1918 Praha-Nové Město) byl český učitel, překladatel z francouzštiny, němčiny a italštiny, dramaturg, prozaik a divadelní kritik.

## Život
Narodil se v rodině měšťana a kupce Jakuba Frídy (1827–1874) a jeho manželky Marie, rozené Kolářové (1822). Měl sedm sourozenců: Marii (1852), Emila (Jaroslava Vrchlického), Annu (1856), Karla (1858–1861), Johannu (1859), Emílii (1861) a Antonii (1863). 4. srpna 1883 se oženil se s Boženou Veselou a měl s ní dvě děti: Violu (1884–1884), Vladimíra (1885–1949). 
Studoval historii, dějiny umění, jazyky a filozofii na Filozofické fakultě Univerzity Karlovy. V letech 1884–1897 vyučoval český jazyk a literaturu na Vyšší dívčí škole v Praze, kde se stal po odchodu Viléma Gablera druhým ředitelem. Roku 1892 byl jmenován dramaturgem Národního divadla. V posledních letech života se rovněž angažoval ve Společnosti Jaroslava Vrchlického.
Zemřel 15. října 1918 ve svém bytě ve Vojtěšské ulici 16 v Praze na zápal plic. Pohřben byl o tři dny později na Vyšehradě.

### Syn Bedřicha
Vladimír Frída (1885–1949) vystudoval práva a před první světovou válkou pracoval jako magistrátní koncipista, později magistrátní sekretář. Roku 1922 se navíc stal doktorem medicíny. Byl rovněž činný literárně jako básník, hudební skladatel a autor spisu Krásná léta Jaroslava Vrchlického (1947).

## Dílo
Publikoval knižně nebo časopisecky (zvl. v Lumíru) více než 90 překladů románů a povídek. Pro Národní divadlo přeložil přes 60 dramat. Spolu se svým bratrem Jaroslavem Vrchlickým se soustředil zejména na románské literatury.

### Překlady
- Přeslavný doktor Matheus: román – Emile Erckmann-Chatrian. Praha: Jan Otto, 1878
- Novelly: Italská Venuše; Duše v očistci; Tamango; Etruská váza; Carmen – Prosper Mérimée. Praha: J. Otto, 1878
- Uarda: román z dob starého Egypta – Georg Ebers. Praha: František Šimáček, 1880
- Dcera královská: román z dob starého Egypta – G. Ebers. Praha: F. Šimáček, 1881–1883
- Novelly Salvatora Fariny. II., Pikový kluk – Savatore Farina. Praha: Alois Hynek, 1882
- Paprsek slunce; Spiritus indocilis; Proč se signora Giustina dožila osmdesáti let?; Důvěrný přítel; Giovanni; Trojí proč; Mám hlad; Pekelná noc; Ginevra; Maminčin román – Enrico Castelnuovo. Praha: A. Hynek, 1883
- Krásná Jenny: román – Theofil Gautier. Praha: J. Otto, 1884
- Antoinetta Rigaudová: komedie ve třech jednáních – Raimond Deslandes. 1885
- Tragická rodina – Charles Hugo. Praha: Charles Hugo, 1885
- Italské novelly – z různých autorů vybral a přeložil. Praha: A. Hynek, 1886
- Ve zdraví nemocný: komedie ve 3 jednáních – Molière. 1886
- Uhrančivé oči: novella; Cvrček; Pavillon nad vodou – Theofil Gautier. Praha: A. Hynek, 1887
- Vřele milovaný Célimare: komedie ve třech jednáních – napsali Eugène Labiche a Delacour. Praha: Mamert Knapp, 1887
- Ze života mořského dobrodruha – Louis Reybaud. Praha: A. Hynek, 1887
- Dcery jenerálovy: román – Emil Bergerat. Praha: A. Hynek, 1888
- Aféra Clemenceauova: drama o pěti jednáních a šesti obrazech – napsali Alexandr Dumas (1824) a Armand d’Artois. 1888
- Osudný sňatek: román – Victor Cherbuliez. Praha: A. Hynek, 1889
- Ďáblovy pilulky: výpravná hra o třech jednáních a 18 obrazech – napsali Ferdinand Laloue, Anicet Bourgeois a Laurent. Praha: Družstvo Národního divadla, 1890
- Dvě novelly: Illská Venuše; Etruská váza – Prosper Mérimée. Praha: J. Otto, 1890–
- Filip: tragédie o pěti jednáních – Vittorio Alfieri. Praha: J. Otto, 1892
- Zkáza: román z války francouzsko-pruské – Émile Zola. Praha: J. R. Vilímek, 1892
- Nero: drama o pěti jednáních: s prologem a historickými poznámkami – Pietro Cossa. Praha: J. Otto, 1894
- Buď – anebo! – Jules Lermina. Praha: F. Šimáček, 1894
- Člověk v dvojí osobě a jiné novely –  A. Filon. Praha: F. Šimáček, 1895
- Dobrodinci lidstva: drama o třech jednáních – Felix Philippi. Praha: F. Šimáček, 1895
- Nervosní ženy: komedie o třech jednáních – E. Blum a R. Toché. Praha: F. Šimáček, 1897
- John Gabriel Borkman: drama o čtyřech jednáních – Henrik Ibsen. Praha: J. Otto, 1910
- Návštěva po smrti – Antonio Fogazzaro; in: 1000 nejkrásnějších novel... č. 6. J. R. Vilímek, 1911
- Manuel Menendez – Edmondo de Amicis; in: 1000 nejkrásnějších novel... č. 8. J. R. Vilímek, 1911
- Srdce – Edmondo de Amicis; s illustracemi Věnceslava Černého. Praha: J. R. Vilímek, 1920
- Rozvrat – Émile Zola. Praha: J. R. Vilímek, 1922
- Carmen – Prosper Mérimée. Praha: J. Otto, 1925

### Jiné
- Česká bibliotéka rodinná: výbor nejlepších novel a povídek literatur slovanských i západních. Ročníky 1–5 – pořádal. Praha: A. Hynek, 1884
- Žena v Římě – napsal; in: Výroční zpráva vyšší dívčí školy král. hlavního města Prahy za školní rok 1885–1886
- Paleček: výpravná hra o 3 odděleních a 20 obrazech – napsali Vanloo, Leterrier a Mortier; upravil. Praha: B. Frida, 1894
- Karolina Světlá o výchově dívčí – napsal; in: Výroční zpráva vyšší dívčí školy král. hlavního města Prahy za 49. školní rok 1911–1912
- Mladá léta Jaroslava Vrchlického v zrcadle dopisů, jež psal svému strýci a bratrovi – napsal; s úvodní poznámkou Vladimíra Frídy a s literárně-dějepisnými a knihopisnými poznámkami Václava Brtníka: Praha: Společnost Jaroslava Vrchlického, 1931